# YAGI
YAGI（やぎ）は、2012年現在雑誌・書籍の媒体を中心に男性誌・ビジネス誌・情報誌向けのシュールギャグテイストのコミカルなお笑いイラストをメインに活動中のイラストレーター。

## 経歴
高校時代、趣味でグラフィティアートや落書きの美学を独自に学び、 東京デザイン専門学校入学 。 卒業後、広告代理店に入社し商業的グラフィックデザインを学び、そして 退職後フリーランスのイラストレーターとして活動を本格的に開始。現在、雑誌やチラシの挿絵・デザインからキャラクターデザイン、ロゴデザイン・4コマ漫画・オリジナルグッズデザイン等、様々な分野で活動中。

## 代表作品

### 連載物
- 非モテタイムズ「イラストレーターYAGIの愛の4コマ劇場」4コマ漫画
- 学研出版雑誌 週刊パーゴルフ 連載「みんなのパーゴルフ」カットイラスト
- 晋遊舎雑誌 家電批評 連載「家電ギョーカイ批評」挿絵
- ぶんか社雑誌 Ranzuki 連載心理テスト ピクトグラムイラスト
- 三才ブックス雑誌 ゲームラボ 連載「ポケモンバトル必勝ガイド」タイトルイラスト

### 雑誌・書籍・ムック本等
- PHP研究所 「誕生日別性格事典 2011-2013年版」装画
- 文藝春秋 「団塊モンスター」挿絵
- 幻冬舎メディアコンサルティング 「年収500万円からのローリスク不動産投資」カバーイラスト&漫画
- ダイアプレス 「iPhone & Android 笑える遊べる裏ワザSPECIAL」表紙イラスト＆カット
- イースト・プレス 「あらすじとイラストでわかる孫子の兵法」挿絵「ヘンな校則」挿絵
- コスミック出版 「笑撃!テストの珍解答グランプリ555」挿絵
- カンゼン 「いちばんやさしいゴルフ理論」ピクトグラムカバーイラスト
- 集英社 「メンズノンノ 4月号」特集「お酒って怖いんだぞ!」カットイラスト
- 宝島社 「月刊宝島 2011年12月号」特集「モンスターが日本を滅ぼす！」挿絵 「月刊宝島 2011年5月号」特集「命を脅かすアレルギー」カットイラスト 「別冊宝島 あなたが知らない韓国！100のトリビア」挿絵 「smartHEAD特別編集 ボウズSTYLE ’10冬号」カットイラスト 「smartHEAD特別編集 ボウズSTYLE ’10夏号」カットイラスト 「smart別冊シルバーアクセ最強読本20」似顔絵カットイラスト
- NHK出版 「プレキソ英語 10月号」カットイラスト
- 小学館 「DIME 2011年 4/19号」特集「Bluetooth対応ウォッチの実力に迫る」カットイラスト
- 日経BP社 「日経メディカル 9月号」カットイラスト
- All About 「あるじゃん 11月号」カットイラスト
- プロトコーポレーション 「Goo 首都圏版 Vol.312」カットイラスト
- リクルート 「ゼクシィ 10月号」特集内カットイラスト 「ゼクシィ 海外ウェディング 完全ガイド 2010春夏号」カットイラスト 「カーセンサー 関東版 6月号」特集「1万人の欲しい理由買った理由」カットイラスト 「カーセンサー 関東版 Vol.21」カットイラスト 「SUUMOマガジン 3/30発行号」特集「区画整理地のヒミツ」カットイラスト 「SUUMOマガジン 1/19発行号」ピクトグラムイラスト 「タウンマーケットTV 8/27発行号」カットイラスト
- 徳間書店 「BestGear 6月号」特集「緊急時のITマニュアル」カットイラスト
- サイゾー 「サイゾー 11月号」広告内イラスト
- ぶんか社 「Ranzuki 6月号」特集内カットイラスト
- ブティック社 「ネイルUP! 5月号」 カットイラスト
- メディアソフト 「勝利の馬券道 春G1始動号」カットイラスト
- フィットネススポーツ 「Fight&life 8月号」似顔絵カットイラスト
- 三才ブックス 「ゲームラボ 2011年07月号」カットイラスト、「ゲームラボ 2011年03月号」特集「ポケモンバトル必勝ガイド」カットイラスト、「ゲームラボ 2010年12月号」カットイラスト、「ゲームラボ 2010年06月号」似顔絵カットイラスト
- 英和出版 「Linux GATE」表紙&特集内イラスト
- KKベストセラーズ 「ベストムックシリーズ・90 K-POP girls vol.2」挿絵カットイラスト、「ベストムックシリーズ・84 K-POP girls」挿絵カットイラスト
- オークラ出版 「すべての動画をDVDにしてTVで観れる本」表紙&本文中イラスト、「大人の動画ダウンロード」挿絵カットイラスト
- 飛鳥新社「人見知りでもセレンディピティ」（著者 林勝明、2020年）表紙&本文中イラスト

### WEB関連
- KDDI au「私立スマート学園 体力測定」イラスト
- eoモバイル 「プラス2,500円の男キャンペーン」イラスト
- 携帯ゲームアプリ 「ニンゲン捕獲プロジェクト」キャラクターデザイン
- 映画「ソルト」 タイアッププロモーション企画 二面性診断ページイラスト
- 毎日コミュニケーションズ 「マイコミジャーナル」インタビュー記事内カットイラスト
- アイア出版 「ブクPOP」ブックカバーイラスト提供
- ホームアドバイザー 中古物件専門サイト「O-uccino(オウチーノ)」キャラクターデザイン
- 賃貸物件専門サイト「Cariruno(キャリルーノ)」カットイラスト
- デートgs マスコットキャラクターデザイン
- ヒューマンテクノロジーズ 「KING OF TIME」カットイラスト
- COMICLOCK Flash待受時計「パッとダス 〜(有)ニコニコ商事 社内戦争勃発!?〜」イラスト
- 引越しこころ WEBサイト カットイラスト＆似顔絵
- 学匠 web学習システムIEVEN マスコットキャラクター制作
- ALL不動産 マスコットキャラクターデザイン＆ロゴデザイン
- ネットゲーム 「アラド戦記」ブログバナーイラスト

### 企業DM・チラシ関連
- 某大型量販店 スマートフォン特集冊子用イラスト
- 店舗チラシイラスト
- クリーンクラーク チラシデザイン＆イラスト
- ベネッセコーポレーション 「進研ゼミ 中高一貫講座」カットイラスト 「進研ゼミ」DM用カットイラスト 「進研ゼミ 高校講座」カットイラスト
- ホームアドバイザー 冊子用カットイラスト

### ショップ関連
- 飲食店 中野小龍包専門店「スープドラゴン」ロゴ&トレードマーク
- らむ亭 マスコットキャラクター制作
- ダーツショップ STRONG BULL スタッフTシャツ用イラスト

### 音楽関連

#### バンド
- magictaxi イメージイラスト＆ロゴデザイン
- DNA BAKS CDジャケット用イラスト＆グッズ用イラスト
- WORLD 9 BROS. CDシングル「KEEP ON RISING」ジャケット&宣伝フライヤー
- パーマネントジョニー ロゴ&グッズ
- エレキ隊 バンド&シングル用 ロゴ
- HYENA メンバー＆メインビジュアル用イラスト
- Dirty×Dirty ロゴ&マスコット
- MR WickeD ロゴ
- 初代叫唄山本英人 メインビジュアル&バッグドロップ

#### ライヴ
- LiVE&PEACE フライヤー
- chupa eyes フライヤー

### その他
- 株式会社ファニーメーカーズ 展示会用イラスト
- フィットネス VIVASTEP マスコット&ロゴ VIVALOHA マスコット&ロゴ
- 合同会社エデュコート 代表 渡辺敦子氏 名刺用似顔絵
- 株式会社ファーストスター ロゴデザイン etc...

## 掲載記事・出展情報

### 本・雑誌
- 日本イラストレーター協会年鑑2011 本人紹介
- 東海ウォーカー 9/7 Twitterアイコン特集
- ケータイ無料着うた＆着メロカタログvol.7 WEBサイト紹介記事
- ケータイ無料着うた＆着メロカタログvol.10 WEBサイト紹介記事
- ｉパラダイス8月号 WEBサイト紹介記事
- ケータイ無料待ち画カタログvol.22 WEBサイト紹介記事

### WEB
- Create Style 2011年6月のトップイラスト担当
- NFS イラストレーター YAGI特集記事
- クリエイター・デザイナー発掘サイト LASO インタビュー記事
- Jeva Arts インタビュー記事

### 出展
- デザインフェスタvol.25